# Гаццоли, Людовико
Людовико Гаццоли (итал. Ludovico Gazzoli; 18 марта 1774, Терни, Папская область — 12 февраля 1858, Рим, Папская область) — итальянский куриальный кардинал и доктор обоих прав. Камерленго Священной Коллегии Кардиналов с 15 апреля 1833 по 20 января 1834. Префект Священной Конгрегации вод и дорог с 7 сентября 1833 по 3 апреля 1843. Префект Священной Конгрегации доброго управления с 3 апреля 1843 по 12 февраля 1858. Кардинал in pectore с 30 сентября 1831 по 2 июля 1832. Кардинал-дьякон со 2 июля 1832, с титулярной диаконией Сант-Эустакьо с 17 декабря 1832 по 19 марта 1857. Кардинал-протодьякон с 14 марта 1857. Кардинал-дьякон с титулярной диаконией Санта-Мария-ин-Виа-Лата с 19 марта 1857.

## Биография
Происходил из благородной семьи. Отец граф Филиппо, из древней патрицианской семьи, мать Эрзилия Фабрици. Племянник кардинала Луиджи Гаццоли. Учился в семинарии Фраскати и в университете Перуджи, где он получил докторскую степень в области канонического и гражданского права.
С 3 июня 1802 года референдарий Верховного трибунала апостольской сигнатуры. С 20 июля 1802 года — губернатор Фабриано, а с 16 декабря 1808 года — губернатор Сполето. С 1809 года — губернатор Риети. С 1815 года апостольский делегат в Анконе, а с 1820 года и в Пезаро-э-Урбино. С 1823 года — прецептор госпиталя Santo Spirito in Sassia в Риме. В 1823—1827 годах — про-легат в Форли. С 1828 года — президент Римской комарки.
30 сентября 1831 года на консистории становится кардиналом in pectore (до 2 июля 1832 года). 5 июля 1832 года получил красную кардинальскую шапочку, а 17 декабря 1832 года титулярную диаконию Сант-Эустакьо. С 15 апреля 1833 года по 20 января 1834 года камерленго коллегии кардиналов, с 7 сентября 1833 года префект конгрегации дорог, акведуков, реки Тибр и вод и с 3 апреля 1843 префект конгрегации доброго управления. Участвовал в конклаве 1846 года. С 19 марта 1857 года получил титулярную диаконию Санта-Мария-ин-Виа-Лата и становится кардиналом-протодьяконом.
Умер 12 февраля 1858 в Риме. Похоронен в церкви Санта-Мария-ин-Виа-Лата.